# تحويلة دماغية
تُستخدَم عادةً التَّحويلةُ الدِّمَاغِيَّة (بالإنجليزية: Cerebral shunt) لعلاج استسقاء الرأس، وهو تورُّم الدماغ بسبب زيادة تراكم السائل النخاعي (CSF). إذا تُرِك دون فحص، يمكن أن يتراكم السائل الدماغي النخاعي مُسبِّبًا زيادة في الضغط داخل الجمجمة (ICP) والذي يمكن أن يؤدي إلى ورم دموي داخل الجمجمة، أو وذمة دماغية، أو سَحْق أنسجة المخ أو فتق. يمكن استخدام التحويلة الدماغية لتخفيف أو منع هذه المشاكل في المرضى الذين يعانون من استسقاء الرأس أو الأمراض الأخرى ذات الصلة. يمكن أن تكون التحويلات ذات مجموعة متنوعة من الأشكال ولكن معظمها تتكون من صمام مُوَصَّل بالقسطرة، التي عادة ما تُوضَع نهايتها في التجويف البريتوني. تكون الاختلافات الرئيسية بين التحويلات في المواد المستخدمة في تكوينها، وأنواع الصمامات المستخدمة، وما إذا كان الصمام قابلًا للبرمجة أم لا.

## أنواع الصمامات
| نوع الصمام            | الوصف |
| --------------------- | --- |
| دلتا                  | صُمِّم لمنع زيادة التصريف. يظل مغلقًا حتى يصل الضغط داخل الجمجمة إلى مستوى محدد مُسبقًا. يجعل البطين ذو التحويلة أكبر من البطين بلا تحويلة. |
| أسطواني الضغط المتوسط | يمكن أن يؤدي إلى تفاوت الصرف من البطينين. |
| نولسن وسبيتز          | يحتوي على اثنين من وحدات صمام الكرة متصلة بخيط. لا يكون وضع الضغط قابلًا للتعديل. كان أول صمام واسع الإنتاج اُستخدم لعلاج استسقاء الرأس في عام 1956. |
| سبيتز-هولتر           | يستخدم الشقوق في السيليكون لتجنب الأعطال الميكانيكية. |
| مضاد سيفون            | يمنع زيادة الصرف عن طريق منع تأثير سيفون. ينغلق الجهاز عندما يصبح الضغط في الصمام سلبيًا بالنسبة إلى الضغط المحيط. فيمنع زيادة التصريف التي قد تحدث عند جلوس المريض أو وقوفه أو تغيير وضعيته بسرعة.                                                      |
| سيجما                 | يعمل صمام سيجما على آلية التحكم في التدفق بدلًا من نظام التحكم في الضغط في الصمامات الأخرى. يمكن أن ينظم الجهاز تغييرات تدفق السائل النخاعي الشوكي دون برمجة أو جراحة. عُرِض التكرار الأول في عام 1987. يعمل الصمام في ثلاث مراحل لمنع زيادة أو نقص الصرف. |

## موقع التحويلة
يتم تحديد موقع التحويلة من قِبَل الطبيب المعالج بناءً على نوع وموقع الانسداد المسبب لاستسقاء الدماغ. يمكن عمل التحويلة على أي بطين في الدماغ. الأكثر شيوعًا أن توضَع القسطرة في البطن ولكن هناك مواقع أخرى تشمل القلب والرئتين. يمكن أن تُسمَّى التحويلات باسم الطريق الذي استخدمه الطبيب المعالج. ويمكن وضع نهاية القسطرة تقريبًا في أي نوع من الأنسجة مع ما يكفي منالخلايا الظهارية لاستيعاب السائل النخاعي الوافد. وفيما يلي بعض خطط التوجيه للتحويلات الدماغية.

### توجيه التحويلة
| الطريق                         | موقع صرف السوائل       |
| ------------------------------ | ---------------------- |
| تحويلة بطينية-بريتونية         | التجويف البريتوني      |
| تحويلة بطينية-أذينية           | الأذين الأيمن من القلب |
| تحويلة بطينية-جنبية            | التجويف الجنبي         |
| تحويلة بطينية-صهريجية          | الصهريج المخي البصلي   |
| تحويلة بطينية-تحت خوذية/سفاقية | حيز تحت الخوذة         |
| تحويلة قطنية-بريتونية          | التجويف البريتوني      |

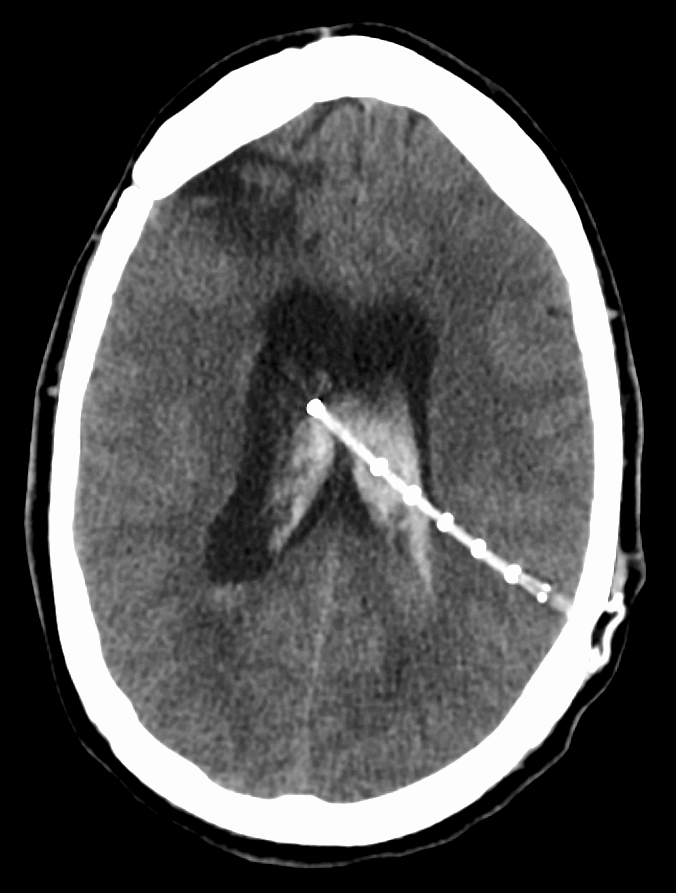
تصويرٌ مَقْطعيّ لتحويلة بُطيْنية صِفاقية

عادةً ما تكون تحويلة تحت الخوذة مؤقتة تُستخدم في الأطفال الرضَّع المولودين مبكرًا ولن يتحمّلوا أنواع التحويلات الأخرى. وعندما يكبر الطفل بما يكفي، يتم تغيير هذه التحويلة إلى تحويلة بطينية-بريتونية أو أي نوع آخر.

## المضاعفات
هناك عدد من المضاعفات المرتبطة بموضع التحويلة. تحدث العديد من هذه المضاعفات أثناء الطفولة وتنتهي بمجرد وصول المريض إلى مرحلة البلوغ. تتطلب العديد من المضاعفات لدى المرضى تحويلة التنقيح الفورية (استبدال أو إعادة برمجة التحويلة الموجودة بالفعل). تشبه الأعراض الشائعة في كثير من الأحيان أعراضاستسقاء الرأس مثل الصداع، والغثيان، وقيء، والرؤية المزدوجة وتغيُّر الوعي. وعلاوةً على ذلك، في عدد من الأطفال، تشير التقديرات إلى أن معدل فشل التحويلة بعد سنتين من الزرع يصل إلى 50%.

### العدوى
العدوى من المضاعفات الشائعة التي عادةً ما تؤثر على الأطفال المرضى إذ لم تتكون لديهم مناعة بَعْد ضد عدد من الأمراض المختلفة. تقل حالات العدوى مع نمو الطفل في السن والجسم فيكتسب مناعة ضد مختلف العوامل المُعدِية. يمكن أن تحدث عدوى التحويلة، وهي مشكلة شائعة، في ما يصل إلى 27% من المرضى ذوي التحويلة. يمكن أن تؤدي إلى الإصابة على المدى البعيد بعيوب معرفية، ومشاكل عصبية، وفي بعض الحالات الوفاة. من الميكروبات الشائعة المسببة لعدوى التحويلة:  المكورات العنقودية، والمكورات العنقودية الذهبية، والمبيضات البيض. أيضًا من العوامل التي تؤدي إلى إصابة التحويلة بالعدوى: التحويلة في سن مبكرة (أقل من 6 أشهر من العمر) ونوع استسقاء الرأس المُعالَج. لا يوجد علاقة قوية بين الإصابة بالعدوى ونوع التحويلة. تشبه أعراض عدوى التحويلة أعراض استسقاء الرأس ولكن يمكن أيضًا أن تشمل الحمى و ارتفاع عدد خلايا الدم البيضاء.

#### علاج عدوى التحويلة
يشمل علاج عدوى تحويلة السائل النخاعي عمومًا إزالة التحويلة ووضع مؤقت للبطين كخزان حتى شفاء العدوى. هناك أربعة طرق رئيسية لعلاج عدوى التحويلات البطينية البريتونية: (1) المضادات الحيوية. (2) إزالة التحويلة المصابة مع الاستبدال الفوري. (3) مدّ التحويلة خارجًا واستبدالها في النهاية. (4) إزالة التحويلة المصابة مع وضع منزح البطين خارجًا (EVD) وإعادة إدراج تحويلة. الطريقة الأخيرة هي الأفضل مع معدل نجاح أكثر من 95%.

#### العلاج الطبي لعدوى التحويلة
اينبغي أن يشمل العلاج التجريبي الأول لعدوى التحويلة التغطية الواسعة التي تشمل العصيات سلبية الغرام الهوائية بما في ذلك الزائفة والكائنات الحية إيجابية الجرام بما في ذلك المكورات العنقودية الذهبية والمكورات العنقودية سلبية الكوأجيوليز، مثل مزيج من السيفتازيديم وفانكومايسين. يضيف بعض الأطباء إما بالحقن أو داخل القراب الأمينوغليكوزيدات لتوفير وتعزيز تغطية الزائفة، على الرغم من عدم وضوح فعالية هذا حاليًا. كذلكالميروبينيم هو أحد الخيارات الإضافية الفعَّالة ضد العدوى البكتيرية سالبة الجرام.

#### العلاج الجراحي لعدوى التحويلة
لتقييم فوائد إزالة التحولية جراحيًا توريدها ثم إزالتها. تمت مقارنة مجموعتين: واحدة مع العلاج الطبي وحده، وأخرى مع العلاج الطبي والعلاج الجراحي في وقت واحد. وتمت دراسة 28 من المرضى الذين يعانون من العدوى بعد تحويلة بطينية بريتونية زُرعت لأكثر من 8 سنوات في مركز جراحة الأعصاب. عُولِج 17 من هؤلاء المرضى بإزالة التحويلة أو توريدها ثم إزالتها بالإضافة إلى المضادات الحيوية في حين عُولِج الـ 11 الآخرين بالمضادات الحيوية فقط. وأظهرالفريق المتلقِّي كلًّا من العلاج الجراحي لإزالة التحويلة والمضادات الحيوية معدل وفيات أقل – 19 ٪ مقابل 42 ٪. على الرغم من أن هذه النتائج ليست ذات دلالة إحصائية، اقترح الأطباء علاج عدوى التحويلة البطينية البريتونية عن طريق كلا الجراحة والعلاج الطبي.
أوضح تحليل 17 من الدراسات التي نشرت على مدى 30 عاما بشأن الأطفال المصابين بعدوى تحويلة السائل النخاعي أن علاج التحويلة بكلا من الإزالة والمضادات الحيوية أدى إلى شفائها بنجاح 88% من 244 عدوى، في حين نجح العلاج بالمضادات الحيوية وحدها علاج العدوى في 33٪ فقط من 230 عدوى.

### الانسداد
أحد الأسباب الرئيسية لفشل التحويلة هو انسداد التحويلة سواء في نهايتها القريبة أو البعيدة. يمكن أن يصبح الصمام في النهاية القريبة للتحويلة مسدودًا بسبب تراكم فائض البروتين في السائل الدماغي النخاعي. إذ يتجمع فائض البروتين عند نقطة التصريف ببطء ويسد الصمام. يمكن انسدادها في النهاية البعيدة إذا سُحِبت التحويلة من تجويف البطن (في حالة التحويلة البطينية البريتونية)، أو من تراكم البروتين. من الأسباب الأخرى للانسداد زيادة التصريف ومتلازمة شق البطين.

### زيادة الصرف
تحدث زيادة الصرف عندما لايتم تصميم التحويلة على نحو مناسب للمريض. يمكن أن تؤدي زيادة التصريف إلى عدد من المضاعفات المختلفة.
عادةً يمكن حدوث واحد من نوعين من زيادة التصريف. الأول عندما يُصرَف السائل الدماغي الشوكي بسرعة عالية، وهي حالة تُعرف باسم تجمع السائل خارج المحور. في هذه الحالة ينهار الدماغ على نفسه مما يؤدي إلى جمع السائل النخاعي أو الدم في جميع أنحاء الدماغ. هذا يمكن أن يتسبب في تلف الدماغ عن طريق الضغط عليها. علاوة على ذلك، قد يتكون ورم دموي تحت الجافية. يمكن علاج جمع السائل خارج المحور في ثلاث طرق مختلفة اعتمادًا على شدة الحالة. عادة سيتم استبدال التحويلة أو إعادة برمجتها لتحرر كمية سائل نخاعي أقل فينضب السائل المتجمع حول الدماغ. تحدث الحالة الثانية المعروفة بمتلازمة شق البطين عندما يزداد تصريف السائل النخاعي ببطء، على مدى عدة سنوات.

#### تشوُّه آرنولد خياري
أظهرت الدراسات الحديثة أن زيادة تصريف السائل النخاعي بسبب تحويلة يمكن أن يؤدي إلى تشوه آرنولد خياري المُكتَسَب. كان يُعتقد سابقًا أن تشوه خياري نتيجة عيب خِلْقي ولكن الدراسات الجديدة أظهرت أن زيادة التصريف من التحويلات المُستخدمة لعلاج الخراجات العنكبوتية يمكن أن تؤدي إلى اكتظاظ التجويف الخلفي وفتق اللوزية، والذي هو التعريف الكلاسيكي لتشوه آرنولد خياري. وتشمل الأعراض الشائعة الرئيسية الصداع، وفقدان السمع، والتعب، وضعف العضلات وفقدان وظيفةالمخيخ.[بحاجة لمصدر]

#### متلازمة شق البطين
متلازمة شق البطين هي اضطراب غير شائع مرتبطة بالمرضى ذوي التحويلات، ولكن تؤدي في عدد كبير لتكرار التحويلة. عادةً ما تحدث الحالة بعد مرور عدة سنوات على زرع التحويلة. تكون الأعراض الأكثر شيوعًا مماثلة لخلل التحويلة العادي، ولكن هناك العديد من الاختلافات الرئيسية. أولًا؛ تكون الأعراض في كثير من الأحيان دورية وسوف تظهر ثم تهدأ عدة مرات على مدى العمر. ثانيًا؛ يمكن تخفيف الأعراض عن طريق الاستلقاء على البطن. على العكس في حالة عطل التحويلة لا يؤثر الوقت أو الوضعية على الأعراض.
يُعتَقَد حدوث الحالة كثيرًا أثناء فترة زيادة التصريف ونمو الدماغ في وقت واحد. في هذه الحالة يملأ الدماغ المساحة بين الجهاز البطيني، مسببًا انهيار البطينين. وعلاوة على ذلك، تقل مرونة الدماغ، مما يمنع البطينين من الاتساع وبالتالي تقليل فرصة علاج المتلازمة، يمكن كذلك حدوث انسداد صمام التحويلة. الآثار المترتبة على متلازمة شق البطين غير قابلة للعلاج لذلك يجب استمرار رعاية الحالة.

### النزف داخل البطيني
يمكن أن يحدث النزف داخل البطيني في أي وقت أثناء أو بعد إدخال أو إرجاع التحويلة. ييمكن أن يسبب النزيف ضعف في وظيفة التحويلة التي يمكن أن تؤدي إلى قصور عصبي حاد. وقد أظهرت الدراسات أن النزف داخل البطيني يمكن أن يحدث في ما يقرب من 31٪ من تكرارات التحويلات.

## الحالات التي تتطلب تحويلة
وفيما يلي قائمة قصيرة من المضاعفات المعروفة التي يمكن أن تؤدي إلىاستسقاء الرأس وتتطلب تحويلة.
| التشخيص                               | الوصف | نسبة الإصابة |
| ------------------------------------- | --- | ------------ |
| استسقاء الرأس الخِلْقي                  | مجموعة واسعة من التشوهات الجينية التي يمكن أن تؤدي إلى استسقاء الدماغ عند الولادة. | 0.04-0.08%   |
| الورم                                 | يمكن أن يسبب عدد من الأورام المختلفة انسداد السائل النخاعي إذا كانت تقع في مناطق معينة. بعض هذه المناطق تشمل البطين الجانبي أو الثالث، التجويف الخلفي، الأورام داخل النخاع الشوكي. قد تكون الأورام خبيثة أو حميدة.                                                             | غير معروف    |
| استسقاء الرأس بعد النزيف              | يمكن أن يؤدي النزيف في بطينات الدماغ، وخاصة في مرحلة الطفولة إلى انسداد صرف السائل النخاعي مسببًا استسقاء الدماغ. |              |
| السنسنة المشقوقة                      | يمكن أن تسبب قيلة النخاع على وجه التحديد استسقاء الرأس لأن المخيخ سوف يمنع تدفق السائل النخاعي فينتج تشوُّه خياري الثاني. | .125%        |
| تضيُّق المَسَال الخِلْقي                    | وهو اضطراب وراثي يمكن أن يسبب تشوهات الجهاز العصبي. يرتبط عادة مع التخلف العقلي، والشلل النصفي التشنجي. | لل .003%     |
| تعظم الدروز الباكر                    | يحدث عندما تنغلق الغرز في الجمجمة في وقت مبكر جدًا. نتيجة التحام الغرز المتعددة قبل توقف نمو الدماغ هو زيادة الضغط داخل الجمجمة مما يؤدي إلى استسقاء الرأس. | 0.05%        |
| استسقاء الرأس التالي لالتهاب السحايا  | يمكن أن يمنع الالتهاب والتندب الناجم عن التهاب السحايا امتصاص السائل الدماغي الشوكي. |              |
| متلازمة داندي ووكر                    | هي حالة مرضية وراثية، عادة ما يعاني المرضى فيها من تشوه البطين الرابع الكيسي، ونقص تنسج المخيخ، وتوسُّع التجويف الخلفي. | 0.003%       |
| الكيس العنكبوتي                       | يحدث عندما يتجمع السائل النخاعي في أغشية العنكبوتية. فينتج كيس يمنع التدفق الطبيعي للسائل النخاعي من الدماغ مما يؤدي إلى استسقاء الرأس وكذلك غيرها من العيوب. المواقع الأكثر شيوعًا للكيس العنكبوتي هي الحفرة الوسطى والحفرة الخلفية. والأعراض الأكثر شيوعًا هي الغثيان والدوار. | 0.05%        |
| ارتفاع الضغط داخل الجمجمة مجهول السبب | اضطراب عصبي نادر يؤثر على حوالي 1 في 100,000 شخص، ومعظمهم من النساء في سن الإنجاب. ينتج عنه ارتفاع الضغط داخل الجمجمة ويمكن أن يؤدي إلى فقدان دائم للرؤية. |              |

## إزالة التحويلات
رغم أن هناك حالات كثيرة من المرضى تصل إلى"عدم الاعتماد على التحويلة"، إلان أنه لا يوجد اتفاق مشترك بين الأطباء حول قدرة المريض قد البقاء على قيد الحياة دون تحويلة. عمومًا إزالة التحويلة أمر نادر لكن تم عملها من قبل.

## معرض صور

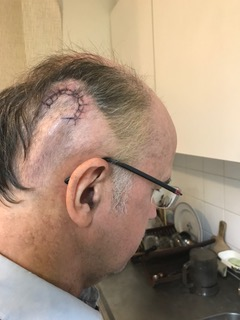
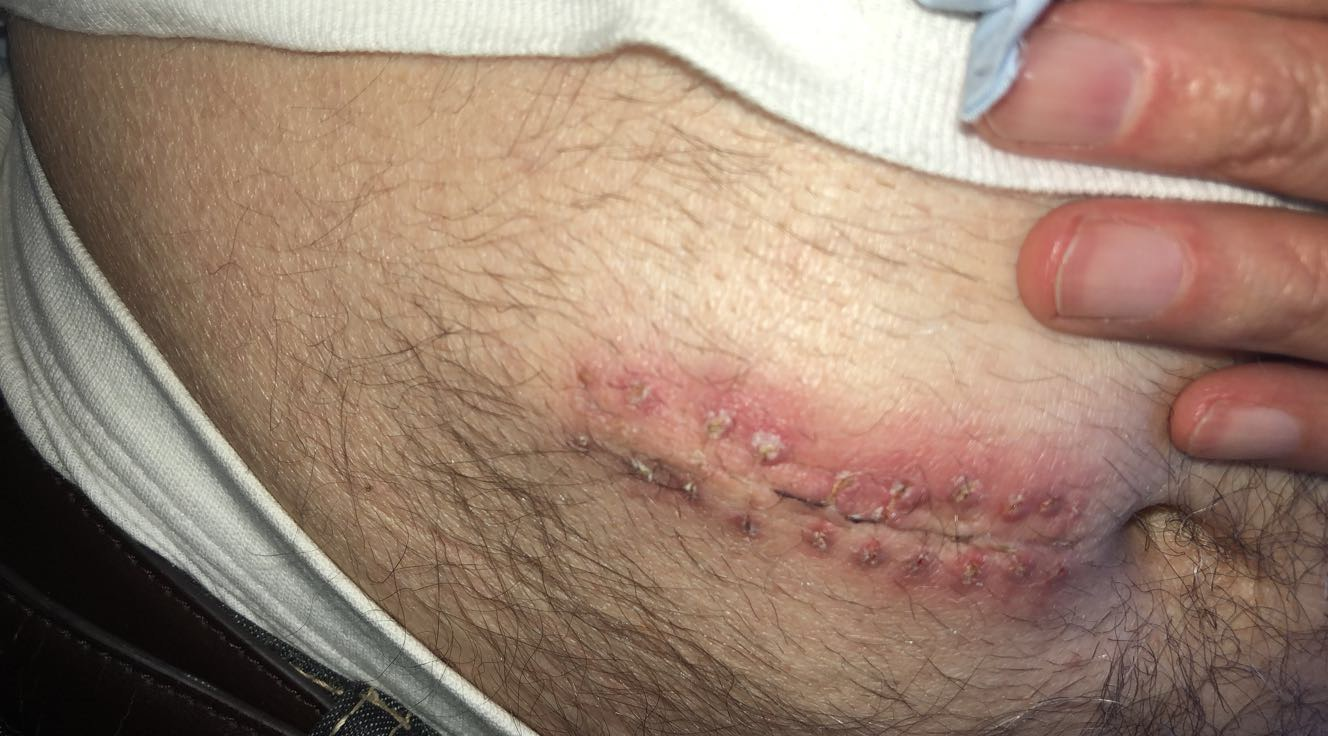
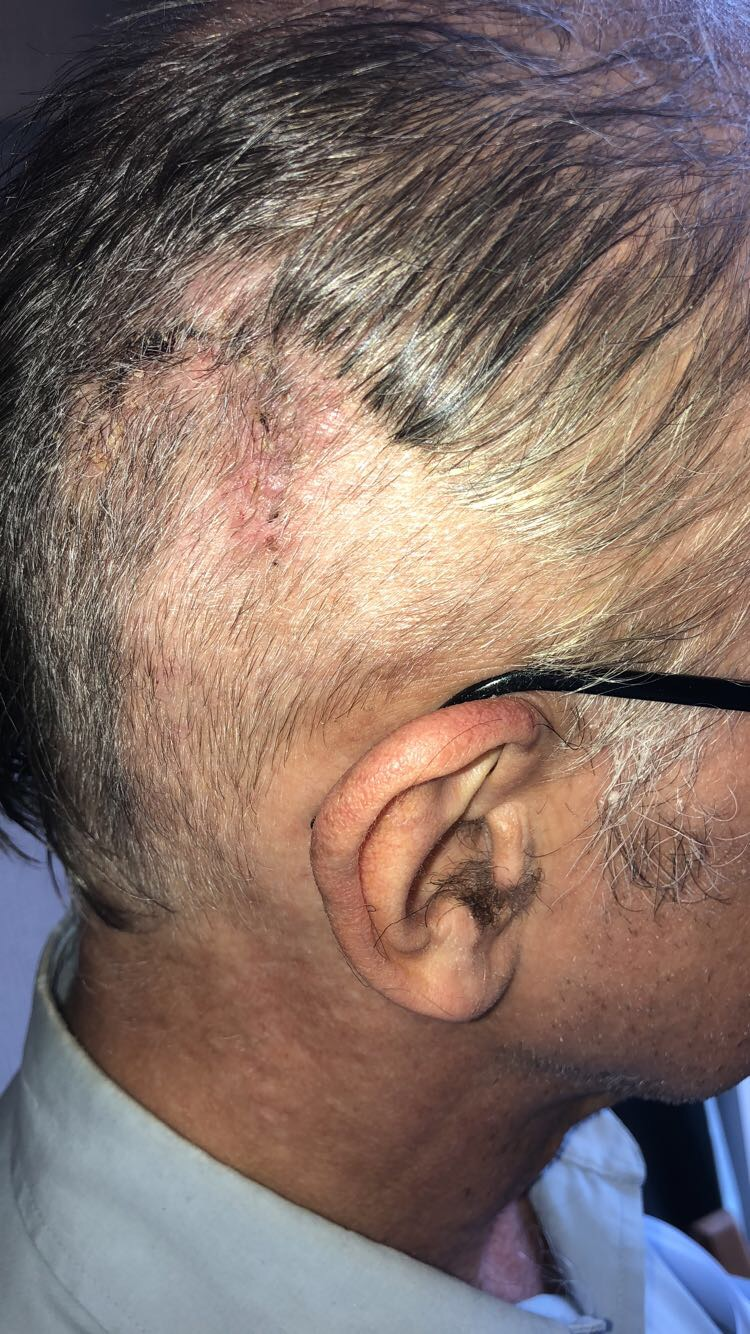
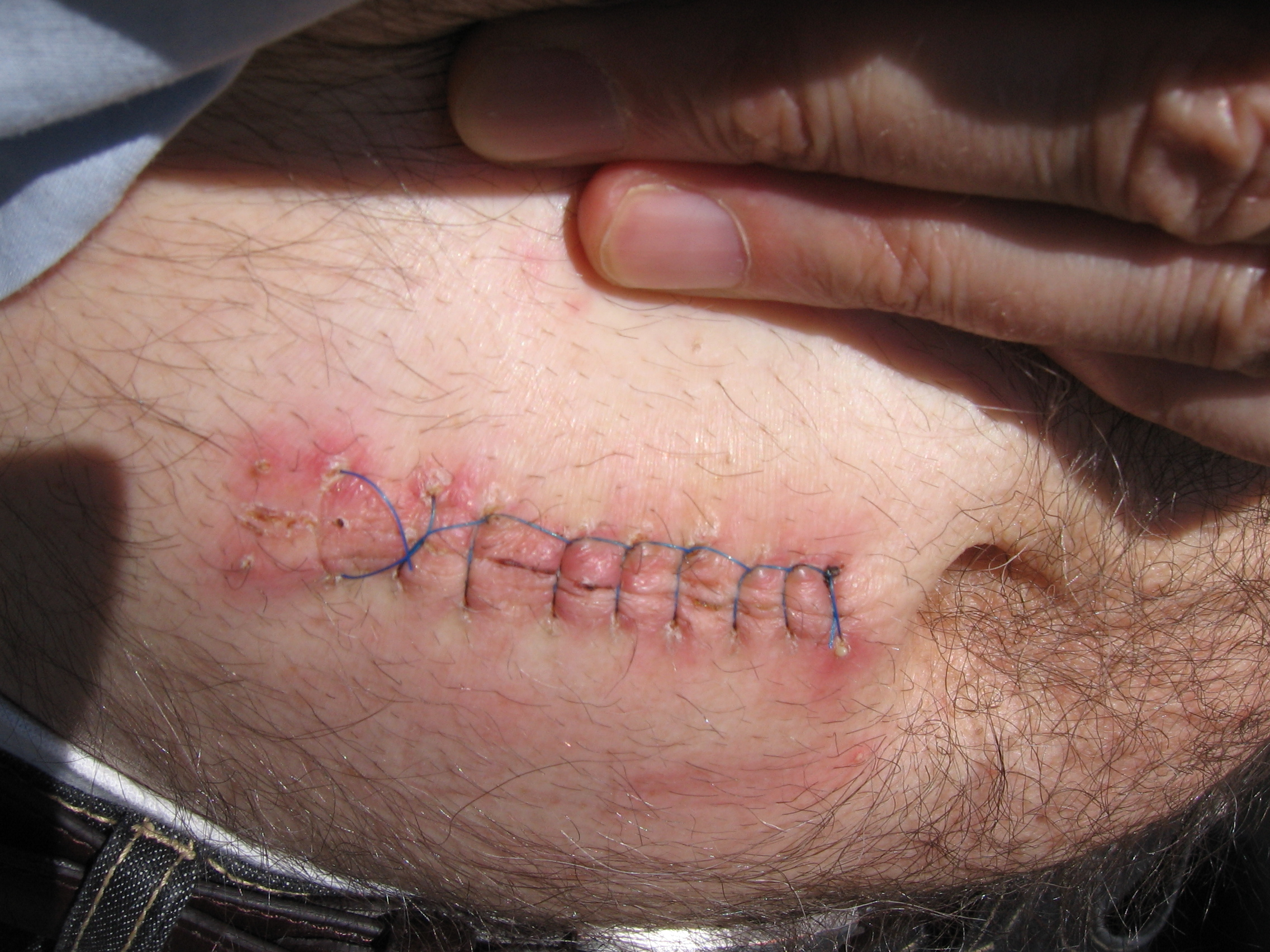

## وصلات خارجية
- Interactive explainer: shunt and hydrocephalus treatments | Stanford Children's Health